# Галиндо II Аснарес
Гали́ндо II Асна́рес (араг. Galindo II Aznárez) (умер в 922) — последний независимый граф Арагона (893—922), представитель династии Галиндес.

## Правление
Галиндо II был сыном графа Аснара II Галиндеса, после смерти которого в 893 году наследовал престол Арагона. В отличие от своего отца, старавшегося поддерживать мир с соседями, всё правление Галиндо прошло в его конфликтах как с мусульманскими, так и с христианскими правителями соседних с Арагоном владений.
Уже в 893 году граф Галиндо Аснарес принял участие в большом собрании владетелей, в котором также участвовали король Наварры Фортун Гарсес, граф Галисии Альфонсо, герцог Гаскони Гарсия II Санш, граф Пальярса и Рибагорсы Рамон I и два мусульманских феодала, Мухаммад ибн Лубб из Вальтьерры и вали Уэски Мухаммад ал-Тавиль. На этом собрании обсуждались совместные действия этих правителей против их общего врага — эмира Кордовы Абдаллаха.
В 905 году граф Арагона, вместе с королём Астурии Альфонсо III Великим и графом Пальярса и Рибагорсы Рамоном I, сверг короля Фортуна Гарсеса, заключившего мир с эмиром Кордовы и Бану Каси. Новым королём Наварры был поставлен Санчо I Гарсес, бывший муж Урраки, уже умершей к этому времени сестры Галиндо Аснареса. Между правителями Арагона и Наварры был заключён союз, однако он в 911 году был по неизвестным причинам разорван графом Галиндо II. В этом году в союзе с мужем другой своей сестры, Мухаммадом ал-Тавилем, и Абдаллахом ибн Луббом из Бану Каси граф Арагона совершил поход в Наварру. Союзники взяли несколько наваррских крепостей, после чего из-за начавшихся холодов повернули обратно, но у крепости Руэста их войско попало в засаду, устроенную королём Санчо I, и было почти полностью уничтожено. Развивая свой успех, король Наварры взял крепость Вальдонселлу и завоевал западную часть долины реки Арагон, что вынудило графа Галиндо II признать себя вассалом Санчо I Гарсеса. В 920 году между Арагоном и Наваррой произошёл новый конфликт, вызванный захватом Галиндо Аснаресом восточной части долины реки Арагон. Под угрозой начала войны с королём Санчо I граф Галиндо II прекратил военные действия в этой области, но сохранил за собой все свои завоевания. Также известно, что в последние годы своей жизни граф Галиндо Аснарес в союзе с графом Рибагорсы Бернатом I успешно воевал с маврами в Собрарбе.
Граф Галиндо II Аснарес скончался в 922 году. Так как все его законные сыновья умерли ещё до смерти отца, то единственной наследницей Арагонского графства стала его дочь Андрегота Галиндес. Однако свои претензии на графство предъявили также король Наварры Санчо I Гарсес и племянник умершего графа, вали Уэски Фортун ал-Тавиль. В борьбе за власть над Арагоном победил Санчо I: в 924 году было заключено соглашение о помолвке Андреготы с сыном короля Наварры, Гарсией Санчесом. Андрегота была признана графиней Арагона, но реальную власть в графстве стали осуществлять правители Наварры.

## Семья
Семья графа Галиндо II подробно описана в генеалогиях «Кодекса Роды». Согласно этим данным, граф Арагона был женат два раза. Первой его женой была Асибелла, дочь герцога Гаскони Гарсии II Санша. Детьми от этого брака были:
- Тода[исп.] (умерла в 941) — жена (ранее сентября 916) графа Рибагорсы Берната I (умер в 950/956)
- Редемптус — епископ
- Миро

Второй женой Галиндо Аснареса была (после 905) Санча, дочь короля Памплоны Гарсии II Хименеса и вдова Иньиго Фортунеса. Детьми от этого брака были:
- Аснар
- Андрегота Галиндес (умерла в 972) — графиня Арагона (922—943); жена (925/933—943) короля Наварры Гарсии I Санчеса (умер в 970)
- Веласкита — жена Иньиго Лопеса, сеньора Эстиги

Согласно «Кодексу Роды», граф Галиндо II от неизвестных по именам женщин имел ещё пять внебрачных детей:
- Гунтисло — упоминается в хартиях 923—933 годов с титулом «граф Арагона»; женат на Ории, дочери Квинтило
- Санчо — упоминается в 941 году историком Ибн Хаййаном с титулом «граф Арагона»
- Веласко (упоминается в 948)
- Бансио
- Аснар

Также одним из внебрачных сыновей графа Галиндо II Аснареса историки считают Фортуна Галиндеса (умер после 30 ноября 972), сеньора Нахеры, упоминаемого в хартиях с титулами «граф», «префект» и «герцог», возможного родоначальника нескольких знатных семейств средневековой Наварры. Его женой была (не ранее 930) Веласкита, дочь короля Наварры Санчо I Гарсеса.